# 가평 김씨
가평 김씨(加平金氏)는 경기도 가평군을 본관으로 하는 한국의 성씨이다.
시조는 강릉 김씨 시조 김주원(金周元)의 23세손인 김계공(金繼恭)으로, 조선의 무과에 합격한 뒤 병조참판을 지냈으며, 1506년에 일어난 중종반정에서 공을 세워 정국사등공신(國四等功臣)으로 가평군(加平君)에 봉해져 가평을 본관으로 했다.

## 참고 자료
- “가평김씨(加平金氏)”. 뿌리를 찾아서.[깨진 링크(과거 내용 찾기)]